# Elecciones generales de Singapur de 2020
Las elecciones generales de Singapur de 2020 se celebraron el 10 de julio del mencionado año para configurar el 14.º Parlamento, que ejercería sus funciones entre 2020 hasta, a más tardar, 2025. Se realizaron luego de la disolución anticipada de la legislatura anterior el 23 de junio por parte de la presidenta Halimah Yacob por petición del primer ministro Lee Hsien Loong, cuando la convocatoria podría haber tenido lugar a más tardar el 15 de enero de 2021. Fueron las decimosextas elecciones generales desde la instauración del sufragio universal. Se realizaron a su vez en el marco de la pandemia global de enfermedad por coronavirus, lo que motivó numerosas restricciones para la realización de los comicios. La nominación de candidatos fue el 30 de junio, por lo que la campaña duró diez días.
Se trató de la segunda instancia electoral consecutiva, después de 2015, en la que todas las circunscripciones electorales se vieron disputadas, sin que se produjeran victorias sin oposición el día de la nominación. Hubo a su vez un récord de 40 mujeres candidatas. El gobernante y hegemónico Partido de Acción Popular (PAP), en el poder desde 1959, revalidó su supermayoría de dos tercios con un 61,24% y 83 de los 93 escaños disputados. El resultado implicó, sin embargo, una caída porcentual de casi ocho puntos para el oficialismo. En contraste, el Partido de los Trabajadores (WP), principal formación opositora del país, obtuvo un 11,22% de los votos en total, reteniendo tanto su bastión tradicional en la circunscripción uninominal de Hougang como la circunscripción grupal de cinco escaños de Aljunied, y sumando la circunscripción grupal de cuatro escaños de Sengkang, de reciente creación. El WP logró de este modo una representación parlamentaria de 10 escaños, la más elevada para cualquier partido político fuera del PAP desde 1963. Con un 50,49% de los votos emitidos con respecto a escaños disputados, el resultado del WP constituyó el mayor porcentaje de votos en base a candidatos para un partido opositor en la historia electoral singapurense.
En tercer lugar se ubicó el Partido del Progreso de Singapur (PSP), formación de reciente constitución encabezada por el excandidato presidencial Tan Cheng Bock y que contaba con el apoyo de Lee Hsien Yang, hijo del fundador del PAP (Lee Kuan Yew) y hermano del primer ministro en ejercicio. Si bien obtuvo el 10,18% de los votos, no pudo acceder a un escaño electo. Sin embargo, dos de sus candidatos accedieron a la representación parlamentaria no circunscripcional cedida a los opositores derrotados que hubieran obtenido su mejor desempeño. El Partido Demócrata de Singapur (SDP), con un 4,45% de los votos, recuperó algo de terreno con respecto a las elecciones de 2015, pero todavía se vio fuera del parlamento. Hubo otros siete partidos políticos y un candidato independiente, los cuales obtuvieron resultados marginales. La participación fue del 95,63% del electorado registrado.

## Convocatoria y sistema electoral
De acuerdo con el Artículo 65, Capítulo 4 de la Constitución singapurense, el período máximo para un Parlamento en funciones es de cinco años a partir de la fecha de su primera sesión después de unas elecciones generales, después de lo cual el legislativo quedará disuelto y se convocarán a nuevos comicios automáticamente. Sin embargo, el presidente de la República, por consejo del primer ministro, puede disolver el Parlamento y convocar a elecciones en cualquier momento antes se cumpla el plazo. Los comicios deben realizarse dentro de los tres meses posteriores a la disolución del Parlamento anterior. Los comicios son organizados por el Departamento de Elecciones (ELD), organismo dependiente de la Oficina del Primer Ministro.
El Parlamento que surgiría de los comicios de 2020 estaría compuesto por 93 escaños directamente elegidos. Catorce de estos serían elegidos en circunscripciones uninominales (en inglés: Single Member Constituencies o SMC), mientras que los otros diecisiete serían elegidos en circunscripciones de representación grupal (Group Representation Constituencies o GRC). Las SMC son representadas por un solo parlamentario cada una, elegido por simple mayoría de votos. Las GRC, por su parte, son representadas por entre cuatro y cinco parlamentarios elegidos por medio de voto en bloque, al menos uno de los cuales debe pertenecer a las comunidades minoritarias malaya, india u otra. Las personas que deseen presentar candidaturas en una GRC deben ser miembros de un partido político o configurar una candidatura grupal independiente. El voto es obligatorio y la edad mínima para votar es de veintiún años.
Los comicios fueron anunciados el 23 de junio de 2020, a las 16:00, hora de Singapur, por el primer ministro Lee Hsien Loong, durante un anuncio televisado en el que confirmó que la presidenta Halimah Yacob había disuelto el 13.º Parlamento y emitido un mandato electoral con nominación de candidatos a partir del 30 de junio.
El Oficial de Regreso a cargo de supervisar las elecciones fue Tan Meng Dui, exsubsecretario del Ministerio de Desarrollo Nacional y CEO de la Agencia Nacional de Medio Ambiente. Sería su primera elección como Oficial de Regreso, reemplazando a Ng Wai Choong, quien había ejercido el cargo en las elecciones de 2015.

## Partidos políticos contendientes
El Partido de Acción Popular (PAP) ha gobernado en forma ininterrumpida Singapur desde las elecciones de 1959, imponiéndose en todos los comicios y conservando una abrumadora supermayoría, superior al 90% de los escaños electos. Su líder de cara a los comicios sería el primer ministro en ejercicio, Lee Hsien Loong, en el poder desde 2004 e hijo del fundador del partido, Lee Kuan Yew, quien fuera primer ministro entre 1959 y 1990. Lee anticipó previo a los comicios que esta sería la última elección general en la que lideraría al PAP, anunciando su retiro durante la legislatura siguiente para entregar el poder a una nueva generación de dirigentes. El principal partido opositor es el Partido de los Trabajadores (WP), cuyo líder electoral sería Pritam Singh, constituyendo la primera elección general que disputaría como nuevo líder de la oposición. Once partidos políticos presentaron candidaturas en las elecciones de 2020.
| Partido | Partido                                  | Líder              | Fundación | Escaños (2015) |
| ------- | ---------------------------------------- | ------------------ | --------- | -------------- |
|         | Partido de Acción Popular (PAP)          | Lee Hsien Loong    | 1954      | 82/105         |
|         | Partido de los Trabajadores (WP)         | Pritam Singh       | 1957      | 9/105          |
|         | Partido Demócrata de Singapur (SDP)      | Chee Soon Juan     | 1980      |                |
|         | Partido de la Solidaridad Nacional (NSP) | Spencer Ng         | 1987      |                |
|         | Partido Popular de Singapur (SPP)        | Steve Chia         | 1994      |                |
|         | Alianza Democrática de Singapur (SDA)    | Desmond Lim        | 2001      |                |
|         | Partido Reformista (RP)                  | Kenneth Jeyaretnam | 2008      |                |
|         | Partido del Poder Popular (PPP)          | Goh Meng Seng      | 2015      |                |
|         | Voz de los Pueblos (VP)                  | Lim Tean           | 2018      |                |
|         | Partido del Progreso de Singapur (PSP)   | Tan Cheng Bock     | 2019      |                |
|         | Punto Rojo Unido (RDU)                   | Ravi Philemon      | 2020      |                |

## Novedades

### Modificaciones en el proceso electoral
El Departamento de Elecciones introdujo varias características nuevas destinadas a facilitar el proceso electoral para los votantes, candidatos y voluntarios electorales. El registro de votantes el día de la votación se realizó electrónicamente y los funcionarios electorales ya no necesitaron tachar manualmente los detalles de un votante de un registro impreso de electores. Los votantes podrían ahora marcar su candidato preferido más claramente utilizando plumas autoentintables y disfrutar de un tiempo de espera más corto con la introducción del sistema de registro electrónico. Los candidatos pudieron completar la mayoría de los documentos necesarios en línea, mientras que los voluntarios electorales pudieron contar el número de votos en un plazo más corto con la ayuda de máquinas de conteo, lo que permitió que los resultados electorales se publicaran al menos cincuenta minutos antes. Además, se amplió el número de mesas electorales, reduciendo el número promedio de votantes por mesa electoral de 3.000 a aproximadamente 2.400. Los ciudadanos mayores de sesenta y cinco años tendrían prioridad para votar entre las 8:00 y las 12:00 de la jornada electoral.
Se podría realizar un recuento si la diferencia entre candidatos estuviera dentro de un margen de error de 2% (o porcentajes entre 49 y 51%). A diferencia de las elecciones anteriores, el recuento se activaría en forma automática en lugar de requerirse el llamado por parte de candidatos o autoridades de conteo, como se vio en la SMC de Nee Soon Central en 1991; en las elecciones presidenciales y en la SMC de Potong Pasir en 2011; y en la GRC de Aljunied en 2015. demás, se utilizaría una máquina de conteo en espera para el recuento en lugar de contarse manualmente. Al igual que en las elecciones anteriores, los votos en el extranjero no se tendrían en cuenta durante un recuento de votos, ya que no causarían ningún impacto en los resultados finales, a menos que el total del electorado en el extranjero sea mayor que la diferencia de votos entre ambos candidatos.

### Miembros del Parlamento No Circunscripcionales
El 27 de enero de 2016, se aprobó un proyecto de enmienda constitucional que aumentó el número total de Miembros del Parlamento No Circunscripcionales (en inglés: Non-Constituency Member of Parliament o NCMP) de nueve a doce. Fue el primer aumento para el número de miembros asignados a la oposición desde las elecciones de 2011, donde se aumentó de tres miembros a nueve.
Los NCMPs son escaños parlamentarios ofrecidos a los candidatos de partidos opositores que, no habiendo ganado en su circunscripción, mantengan el mejor desempeño electoral fuera de los vencedores, con su cantidad determinad por el número total de candidatos opositores elegidos. Si hay más de doce candidatos opositores triunfadores, no se ofreceran NCMPs, como sucedió en las elecciones de 1984 y 2015.

### Divisiones electorales
|                                                             | 2015      | 2020      |
| ----------------------------------------------------------- | --------- | --------- |
| Escaños parlamentarios                                      | 89        | 93        |
| Circunscripciones electorales                               | 29        | 31        |
| Cirncunscripciones de Representación Grupal (GRC)           | 16        | 17        |
| GRC de 4 escaños                                            | 6         | 6         |
| GRC de 5 escaños                                            | 8         | 11        |
| GRC de 6 escaños                                            | 2         | 0         |
| Circunscripciones de un Solo Miembro (SMC)                  | 13        | 14        |
| Votantes registrados (nacional)                             | 2.458.058 | 2.629.372 |
| Votantes registrados (en el extranjero)                     | 4.868     | 24.570    |
| Votantes registrados (incluyendo votantes en el extranjero) | 2.462.926 | 2.653.942 |

El Comité de Delimitación de Fronteras Electorales está compuesto por funcionarios de alto rango y se encarga de ajustar los límites de las divisiones electorales antes de una elección. El gobierno afirma oficialmente que esto es necesario para garantizar la participación de las minorías en el Parlamento en medio de cambios demográficos, al tiempo que garantiza una cantidad equitativa de votantes representados por diputado, aunque los críticos han planteado acusaciones de manipulación distrital para torcer el escenario en favor del PAP. En los comicios de 2015, había dieciséis GRC y trece SMC. El primer ministro Lee convocó al Comité el 1 de agosto de 2019 con instrucciones para reducir el tamaño de los GRC y aumentar la cantidad de SMC. La fecha exacta de la reunión se reveló solo cuando el líder de la Oposición, Pritam Singh, le preguntó al ministro de Comercio e Industria, Chan Chun Sing, por escrito en el Parlamento.
El Comité emitió su informe el 13 de marzo de 2020 con la configuración de diecisiete GRC y catorce SMC. Por primera vez desde 1991, las GRC de seis escaños fueron eliminadas y reducidas a cinco. Se formó una nueva GRC, Sengkang, a partir de la fusión de dos circunscripciones uninominales, Punggol East y Sengkang West; mientras que los límites de la GRC de Tampines se alteraron por primera vez desde 2001, debido al aumento de la población en el área noreste de Singapur. Se crearon cuatro nuevas circunscripciones uninominales (Kebun Baru, Yio Chu Kang, Marymount y Punggol West), tres antiguas SMC fueron absorbidas por GRC vecinas (Fengshan, Punggol East y Sengkang West), mientras que dos circunscripciones uninominales (Hong Kah North y Potong Pasir) vieron modificados sus límites. Las demás circunscripciones uninominales y las cuatro GRC restantes (Aljunied, Holland-Bukit Timah, Jurong y Tanjong Pahar) permanecieron intactas. El WP planteó preguntas sobre la abolición de algunas circunscripciones uninominales donde había sido derrotado por escaso margen en las elecciones anteriores. Los cambios hicieron que alrededor del 13% de los votantes fueran asignados a una nueva circunscripción y aumentaron la cantidad de escaños de 89 a 93.

## Pandemia de enfermedad por coronavirus

### Aspectos legales
Durante un foro del periódico The Strait Times el 11 de marzo, el vice primer ministro Heng Swee Keat dijo que las siguientes elecciones generales podrían verse afectadas en vista del empeoramiento de la pandemia global de enfermedad por coronavirus desatada a fines de 2019. El 25 de marzo, el ministro principal Teo Chee Hean, dijo al Parlamento que creía que la reciente propuesta de que la presidenta Halimah Yacob conformara un gobierno de transición hasta controlar la pandemia en caso de que el mandato parlamentario finalizara antes que eso sería inconstitucional, a menos que el gabinete decidiera declarar el estado de emergencia. El 28 de marzo, Tan Cheng Bock respondió a los comentarios de Teo diciendo que la naturaleza inconstitucional de un gobierno provisional como resultado de posponer una elección general sería mucho más preferible que tener una emergencia de salud al exponer a millones de singapurenses a una potencial infección de COVID-19.
El 7 de abril, el ministro de Comercio e Industria, Chan Chun Sing, presentó un proyecto de ley para las elecciones parlamentarias que incluía modificaciones debido a la pandemia. La misma permitiría a los votantes en virtud de avisos de permanencia en el hogar u órdenes de cuarentena relacionadas con COVID-19 votar fuera de su circunscripción en las siguientes elecciones generales. El proyecto de ley fue aprobado por el Parlamento el 4 de mayo y promulgado por la presidenta el 15 de mayo. Dicha ley de emergencia entró en vigor el 26 de mayo. El 1 de julio, el "Reglamento de las Elecciones Parlamentarias de 2020 (Arreglos Especiales por COVID-19)" entró en vigor para proporcionar equipos de votación móviles en los centros de votación especiales y permitir que los votantes con síntomas o cercanos a infectados votaran en un horario especial de 19:00 a 20:00 en el día de la votación.

### Restricciones a las campañas electorales

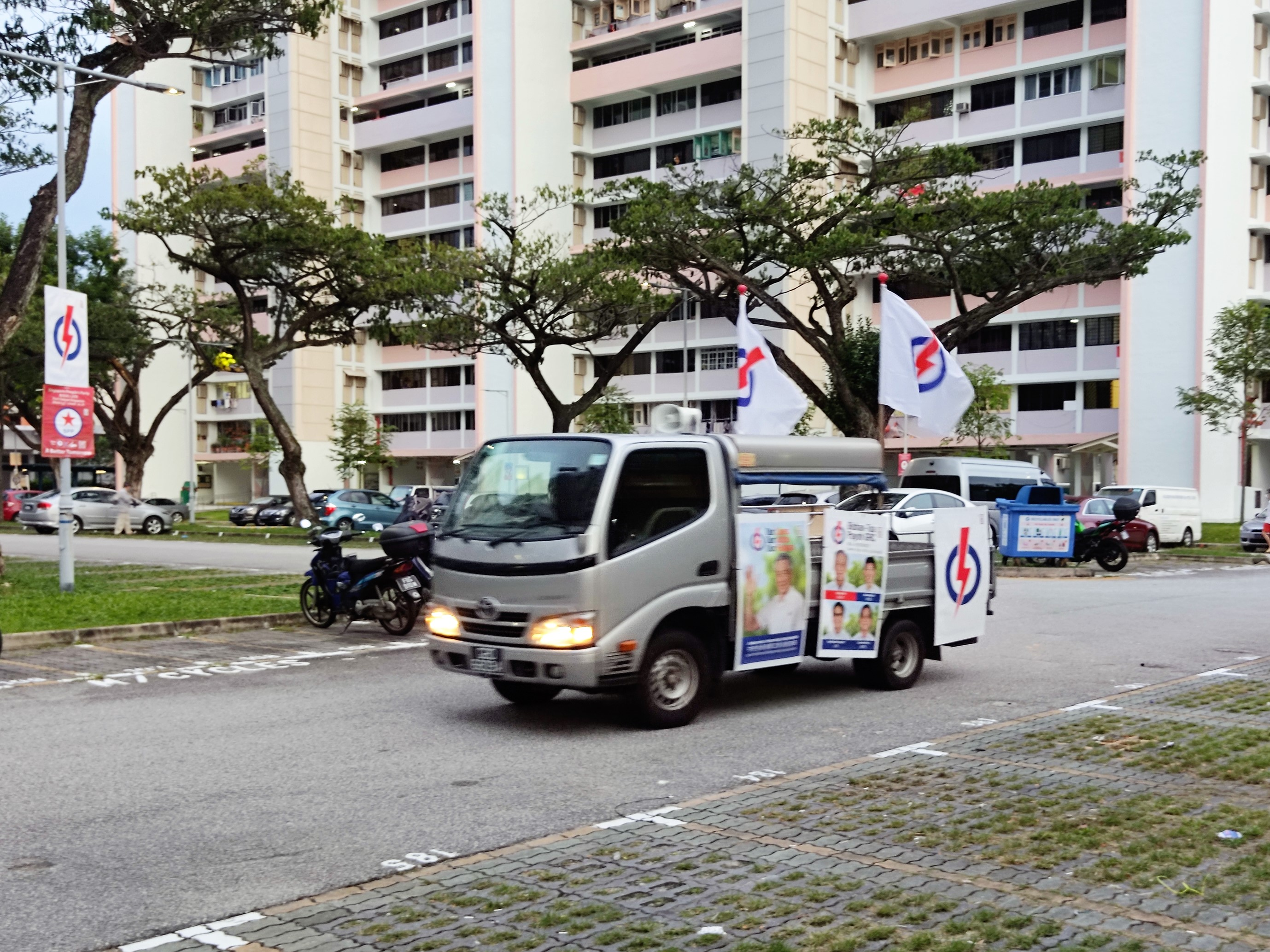
Vehículo proselitista del PAP para la campaña de las elecciones de 2020.

El 18 de junio, el ELD introdujo medidas temporales para reducir el riesgo de transmisión de COVID-19, como que no se realicen manifestaciones y proyecciones de televisión relacionadas con las elecciones, en lugar de reemplazarlas por reuniones electrónicas y una nueva "Difusión política de la circunscripción electoral", y los centros de nominación de candidatos ya no admitirán miembros del público o simpatizantes durante el día de la nominación. Aunque sí se permitieron caminatas y vehículos proselitistas, se aplicaría un distanciamiento seguro y un contacto físico mínimo, y tampoco se permitió a los candidatos pronunciar discursos o manifestaciones físicas, incluso durante la campaña desde vehículos proselitistas, lo que significó que los candidatos no realizaron desfiles después de la elección, aunque pudieron transmitir cualquier mensaje pregrabado.

### Restricciones durante la jornada electoral

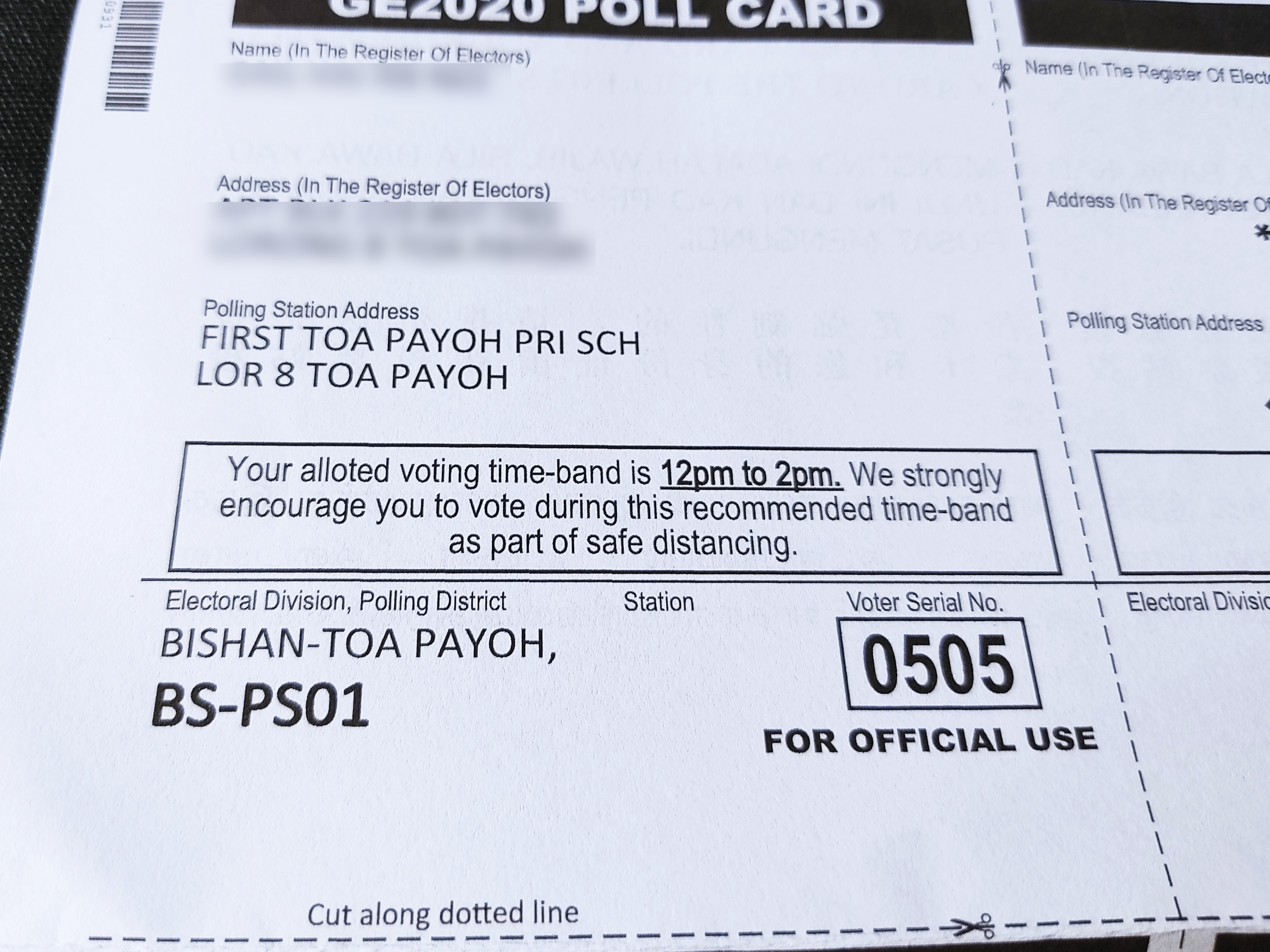
Tarjeta de votación que incluye un intervalo recomendado de dos horas.

A los votantes se les dio un intervalo de tiempo recomendado de dos horas para emitir su voto en la jornada electoral (de 8:00 a 20:00) en su boleta electoral como una medida para contrarrestar las largas colas durante la votación. Las medidas para un distanciamiento seguro aún se aplican el día de la votación. A los votantes con fiebre o síntomas respiratorios se les negaría la entrada de los colegios electorales, excepto durante la última hora (19:00 a 20:00). Los votantes que no pudieron votar debido a problemas médicos, o porque están en el extranjero, fueron retirados del registro de votantes debido al voto obligatorio, pero no tuvieron que pagar la tarifa de $50 por restablecer sus nombres. Los votantes tuvieron que usar un desinfectante de manos antes de votar, e inicialmente se les exigió usar guantes desechables, pero esto se cambió más tarde debido a que este requisito causaba largas colas. Los votantes mayores de sesenta y cinco años, considerados un grupo de riesgo para la pandemia, tuvieron un horario especial en la mañana. Las restricciones de todas formas causaron un efecto no deseado, y se registraron colas mayores a lo habitual en los colegios electorales.
Para el voto en el extranjero (que se llevó a cabo en diez ciudades, Dubái, Londres, Tokio, Pekín, Washington D. C., Hong Kong, Shanghái, San Francisco, Nueva York y Canberra), la votación estuvo sujeta a la aprobación de las autoridades en los países afectados, mientras que el Departamento de Elecciones declaró que anunciarían los arreglos para que los singapurenses que retornaran al país recibieran un aviso obligatorio de catorce días de aislamiento para votar en los hoteles y reducir el riesgo de infectar a otros. Estos arreglos se confirmaron oficialmente más tarde el 1 de julio, cuando el gobierno de Singapur anunció que se establecerían mesas electorales especiales en Marina Bay Sands y JW Marriott Hotel Singapur South Beach para acomodar a los votantes que cumplieran su aislamiento en los dos hoteles.
350 votantes que estaban en cuarentena en ese momento no votaron ya que no se les permite abandonar su lugar donde estaban actualmente aislados para emitir su voto.

### Extensión del horario de votación
La jornada electoral estaba programada para finalizar a las 20:00. Sin embargo, en un movimiento sin precedentes en la historia electoral de Singapur, el Departamento de Elecciones extendió el horario de votación hasta las 22:00, dos horas después de su hora de cierre inicial. Según el Departamento de Elecciones, hubo largas colas en algunos colegios electorales, y la extensión fue dar «suficiente tiempo a todos los votantes para emitir sus votos». Esto generó críticas de varios partidos de oposición por comprometer la integridad de las elecciones, ya que algunos no pudieron presentar un agente de votación para supervisar el sellado de las urnas. El Departamento de Elecciones respondió que los procedimientos de votación y escrutinio continuarían normalmente.

## Desarrollos políticos

### Partido de Acción Popular

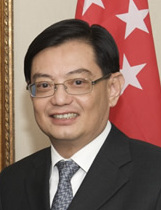
Tras conocerse que estas serían las últimas elecciones que Lee Hsien Loong disputaría como primer ministro, Heng Swee Keat fue visto como el candidato favorito para sucederlo.

El 13 de marzo de 2016, el diputado del PAP por la SMC de Bukit Batok, David Ong, renunció después de haber cometido «indiscreciones personales», luego de haber admitido su relación extramatrimonial con Wendy Lim, militante del partido dieciocho años menor. En la subsecuente elección parcial, la única que tuvo lugar en el período 2015-2020, el PAP retuvo el escaño con Murali Pillai como candidato, recibiendo un 61,23% de los votos contra el 38,77% de Chee Soon Juan, líder del SDP.
En vísperas de las elecciones presidenciales de Singapur de 2017, la presidenta del Parlamento y diputada por la GRC de Marsiling - Yew Tee Halimah Yacob renunció al partido el 7 de agosto de 2017 para cumplir con las regulaciones que prohíben al presidente de Singapur cualquier afiliación partidaria. Como había desocupado su escaño en el Parlamento, hubo convocatorias para una elección parcial, aunque el Tribunal de Apelación finalmente dictaminó que "no había obligación de convocar a una elección parcial cuando surge una sola vacante en una GRC".
El 23 de noviembre de 2018, Heng Swee Keat y Chan Chun Sing fueron elegidos respectivamente como primer y segundo subsecretarios generales del Trigésimo Quinto Comité Ejecutivo Central del Partido de Acción Popular. Estas designaciones fueron vistas como un movimiento para impulsar la sucesión de Lee Hsien Loong, que había declarado previamente que los comicios de 2020 serían los últimos en los que encabezaría al PAP. Tras el anuncio del nombramiento de Heng Swee Keat como vice primer ministro único el 1 de mayo de 2019, sucediendo a Teo Chee Hean y Tharman Shanmugaratnam, el exdiputado Inderjit Singh declaró que el PAP tenía la intención de mostrar el inminente ascenso de Heng como próximo primer ministro de Singapur, y así dispar los rumores de cualquier «sorpresa» en la sucesión de liderazgo.

### Partido de los Trabajadores
El 3 de noviembre de 2017, el entonces Secretario General del WP desde 2001 y parlamentario por la GRC de Aljunied, Low Thia Khiang, anunció durante un discurso en conmemoración al sexagésimo aniversario del partido que no competiría en las siguientes elecciones partidarias. Durante los comicios del año anterior para el Concejo Ejecutivo Central del WP, Chen Show Mao había surgido como un candidato sorpresa contra el liderazgo de Low, pero finalmente resultó derrotado en la votación final por 65 votos contra 41. En las elecciones de liderazgo del 8 de abril de 2018, el también parlamentario por Aljunied Pritam Singh fue elegido sin oposición como sucesor de Low como el nuevo Secretario General del partido. Observadores afirmaron que la elección de Singh sin oposición demostraba un fortalecimiento tanto de la unidad interna del partido como de la capacidad de mostrar a los votantes una propuesta multirracial, volviendo por primera vez desde 2001 a un Secretario General no chino, como lo fuera J. B. Jeyaretnam, el primer líder opositor singapurense en ser elegido parlamentario después de la independencia.
El 30 de abril de 2020, Low fue hospitalizado debido a una lesión en la cabeza y fue dado de alta el 21 de mayo. El 25 de junio, mientras Low se recuperaba, el WP confirmó que ni él ni otros dos parlamentarios del partido (Chen, su antiguo retador, por Aljunied; y Png Eng Huat por la SMC de Hougang), buscarían la reelección como miembros del parlamento en los comicios de 2020. Low, que se retiraba como el opositor con mayor tiempo de servicio en el parlamento (treinta y dos años), declaró en una entrevista posterior que se sentía satisfecho con su período como líder del WP, que confiaba en futuros éxitos para el partido y que «sentía que su trabajo había terminado», aunque permanecería cercano al partido en calidad de asesor «cuando se lo requiriera».

## Resultados

### Resultados generales
La jornada electoral cerró a las 22:00 del 10 de julio y el recuento de votos comenzó poco después. Tan Meng Dui fue funcionario a cargo de anunciar los resultados, conocido como Oficial de Regreso. Al igual que en las elecciones generales de 2015 y las elecciones parciales de 2016, porcentajes provisionales con un margen de error del 4% fueron anunciados por el Departamento de Elecciones antes del anuncio de los resultados reales para evitar cualquier especulación innecesaria o dependencia de fuentes no oficiales de información, mientras que el escrutinio estaba todavía en curso. Los primeros resultados se anunciaron a la 1:22 en la SMC de Bukit Panjang, donde el PAP retuvo el escaño con su candidato, Lee Eng Hwa, obteniendo el 53,74% de los votos. Los últimos resultados se anunciaron a las 3:44 en las GRC de Aljunied y Nee Soon, que fueron respectivamente retenidas por el WP y el PAP con el 59,93% y el 61,90% de los votos respectivamente.
En general, la elección demostró una fuerte caída porcentual para el Partido de Acción Popular, cuyo voto en toda la isla se redujo a un 61,24% con respecto al 69,86% logrado cinco años atrás, si bien obtuvo exactamente la misma cantidad de escaños, con 83 parlamentarios electos de los 93 en pugna y se impuso en 28 de las 31 circunscripciones. El opositor Partido de los Trabajadores (WP), a pesar de que su porcentaje se redujo a 11,22% con respecto al 12,48% de 2015, demostró un fortalecimiento de la oposición en el este de la isla al retener por aplastantes márgenes su bastión tradicional en la SMC de Hougang, bajo su control desde 1991 (con un 61,19% de los votos, el mejor resultado para una candidatura opositora) y la GRC de Aljunied, bajo su control desde 2011 (con un 59,93%), garantizando la retención de los 6 escaños que conservaba hasta entonces. Al mismo tiempo, logró una sorpresiva victoria con el 52,13% de los votos en la recién creada GRC de Sengkang, vecina a Aljunied, obteniendo los 4 escaños de representación y constituyendo la primera derrota del PAP en la elección inaugural de una circunscripción desde la independencia del país. Con este resultado, el WP se aseguró una representación parlamentaria de 10 escaños, la mayor para otro partido aparte del PAP desde que el Frente Socialista lograra 13 escaños en 1963. El resultado también implicó la derrota de Ng Chee Meng, ministro de la Oficina del Primer Ministro, siendo solo la tercera vez que un miembro del gabinete fracasaba en obtener la reelección desde la independencia después de que Lim Hwee Hua y George Yeo perdieran Aljunied en 2011.
En el oeste de la isla, tradicionalmente favorable al PAP, el Partido Demócrata de Singapur y el Partido del Progreso de Singapur, que no obtuvieron escaños electos, lograron una incursión opositora que redujo exponencialmente márgenes de victoria del oficialismo anteriormente masivos, dando como resultado que varias circunscripciones consideradas «refugios seguros» del PAP se convirtieran en «escaños marginales», destacando Bukit Batok (54,80%), Bukit Panjang (53,74%) y West Coast (51,69%). Este último, en donde el PAP sufrió su mayor caída a pesar de retener la representación (perdiendo un 26,88% de votos con respecto a 2015), fue la circunscripción donde el PSP recientemente fundado tuvo su mejor desempeño, permitiendo que accediera a los dos escaños restantes de representación parlamentaria no circunscripcional (NCMP) otorgada a los candidatos derrotados con mayor porcentaje. La GRC de Jurong fue por segunda vez consecutiva el distrito que el PAP retuvo por mayor margen, con un 74,62%, aunque de todas formas perdió terreno con una caída de 4,66%.
Excluyendo el electorado en el extranjero, la participación electoral fue del 95,54%, o 2.535.565 votantes, la tasa de participación más alta de cualquier elección (tanto en elecciones generales como presidenciales) desde las elecciones generales de 1997 cuando el 95,91% emitió sufragio. Un 1,81% de estos votantes emitió votos en blanco o anulados, lo que constituyó también la menor cantidad de votos no válidos desde las elecciones generales de 1963, cuando estos votos representaron un 0,99% del total.
|  | 61.23 % |

|  | 61.23 % |

|  | 11.22 % |

|  | 50.49 % |

|  | 10.18 % |

|  | 40.86 % |

|  | 4.45 % |

|  | 37.04 % |

|  | 3.76 % |

|  | 33.15 % |

|  | 2.37 % |

|  | 21.27 % |

|  | 2.19 % |

|  | 27.85 % |

|  | 1.52 % |

|  | 33.85 % |

|  | 1.49 % |

|  | 23.67 % |

|  | 1.25 % |

|  | 25.39 % |

|  | 0.30 % |

|  | 28.26 % |

|  | 0.03 % |

|  | 2.78 % |

|  | 98.20 % |

|  | 1.80 % |

|  | 100.00 % |

|  | 95.81 % |

### Resultado por circunscripción
|  | 54.80 % |

|  | 45.20 % |

|  | 98.15 % |

|  | 1.85 % |

|  | 53.73 % |

|  | 46.27 % |

|  | 98.29 % |

|  | 1.71 % |

|  | 60.99 % |

|  | 39.01 % |

|  | 98.52 % |

|  | 1.48 % |

|  | 61.21 % |

|  | 38.79 % |

|  | 98.93 % |

|  | 1.07 % |

|  | 62.92 % |

|  | 37.08 % |

|  | 98.20 % |

|  | 1.80 % |

|  | 71.74 % |

|  | 28.26 % |

|  | 97.69 % |

|  | 2.31 % |

|  | 55.04 % |

|  | 44.96 % |

|  | 98.64 % |

|  | 1.36 % |

|  | 73.82 % |

|  | 26.18 % |

|  | 97.40 % |

|  | 2.60 % |

|  | 61.98 % |

|  | 35.24 % |

|  | 2.78 % |

|  | 98.53 % |

|  | 1.47 % |

|  | 60.67 % |

|  | 39.33 % |

|  | 98.52 % |

|  | 1.48 % |

|  | 60.98 % |

|  | 39.02 % |

|  | 99.16 % |

|  | 0.84 % |

|  | 74.01 % |

|  | 25.99 % |

|  | 96.53 % |

|  | 3.47 % |

|  | 60.82 % |

|  | 39.18 % |

|  | 98.33 % |

|  | 1.67 % |

|  | 70.54 % |

|  | 29.46 % |

|  | 98.01 % |

|  | 1.99 % |

|  | 67.23 % |

|  | 32.77 % |

|  | 97.86 % |

|  | 2.14 % |

|  | 58.64 % |

|  | 41.36 % |

|  | 98.63 % |

|  | 1.37 % |

|  | 66.36 % |

|  | 33.64 % |

|  | 98.17 % |

|  | 1.83 % |

|  | 65.36 % |

|  | 34.64 % |

|  | 97.11 % |

|  | 2.89 % |

|  | 63.18 % |

|  | 36.82 % |

|  | 98.14 % |

|  | 1.86 % |

|  | 52.12 % |

|  | 47.88 % |

|  | 98.98 % |

|  | 1.02 % |

|  | 59.95 % |

|  | 40.05 % |

|  | 98.91 % |

|  | 1.09 % |

|  | 71.91 % |

|  | 28.09 % |

|  | 97.19 % |

|  | 2.81 % |

|  | 53.39 % |

|  | 46.61 % |

|  | 98.80 % |

|  | 1.20 % |

|  | 74.61 % |

|  | 25.39 % |

|  | 97.99 % |

|  | 2.01 % |

|  | 57.74 % |

|  | 42.26 % |

|  | 98.65 % |

|  | 1.35 % |

|  | 61.90 % |

|  | 38.10 % |

|  | 98.45 % |

|  | 1.55 % |

|  | 64.16 % |

|  | 23.67 % |

|  | 12.17 % |

|  | 97.89 % |

|  | 2.11 % |

|  | 67.29 % |

|  | 32.71 % |

|  | 97.94 % |

|  | 2.06 % |

|  | 66.41 % |

|  | 33.59 % |

|  | 97.59 % |

|  | 2.41 % |

|  | 63.10 % |

|  | 36.90 % |

|  | 98.47 % |

|  | 1.53 % |

|  | 51.68 % |

|  | 48.32 % |

|  | 98.83 % |

|  | 1.17 % |